# Codex Reina
Le Codex Reina (Paris, Bibliothèque nationale de France, nouv. aq. fr. 6771) est un manuscrit, source essentielle de la musique profane française et italienne de la fin du XIVe siècle (185 compositions) et du début du XVe siècle (35 compositions), soit 220 œuvres en tout, copiées dans la région vénitienne aux environs de 1400–1410, puis entre 1430 et 1440. Le nom du volume provient du nom de son ancien propriétaire qui le mis en vente avec sa bibliothèque, à Milan en 1834.

## Description
Le manuscrit comporte 9 fascicules en papier, de format 27,1 × 21,3 cm. Les deux derniers fascicules sont d'une date plus récente.
Kurt von Fischer et N.E. Wilkins divisent le répertoire des 220 œuvres en quatre sections, :
- section I – 105 titres : dévolue aux pièces italiennes du trecento (fascicules 1 à 4 et première partie du 5e)
- sections II et III – 24 et 56 titres : regroupe surtout des œuvres françaises de la même période (sec. II, fin du fasc. 5 et III, fasc. 6 et 7)
- section IV – 35 titres : consacré au répertoire contemporain de Guillaume Dufay ; suivi d'un index partiel (fasc. 8 et 9).

Ces mêmes auteurs divergent en revanche sur le nombre de scribes ayant contribué : six pour le premier et quatre pour le second ; Nádas pour sa part en compte huit,.
L'attribution à des compositeurs connus atteint plus de la moitié des œuvres. Parmi lesquels sont : Bartolino da Padova (26 ou 27), Giovanni da Cascia (3), Henricus (1), Jacobelus Bianchi (2), Jacopo da Bologna (20 ou 22), Johannes da Bononia (1), Francesco Landini (18 et 2 de la section III) et Paulus (1), pour la section I. Alanus (1), Antonello da Caserta (2), Egidius (1), Magister Franciscus (2), Guillaume de Machaut (7), Pykini (1), Jacob Senleches (2), Philippus de Caserta (2), Goscalch, Grimace (1), Pierre des Molins (1), Petrus de Vigiliis (1) pour les sections II et III. Bartolomeo da Bologna (1), Binchois (3), Dufay (9), Fontaine (1), Grenon (3), Johannes Legrant (1) pour la section IV,.
Le répertoire comprend : 63 ballate, 41 madrigali, 1 caccia, 43 ballades, 32 rondeaux, 8 refrains de rondeaux, 29 virelais et 2 chansons,.
La forme de la notation musicale est typiquement italienne avec ses six lignes par portée tracées à l'encre rouge, en notation en losange. Le répertoire français utilise la notation de l'Ars nova et l'Ars Subtilior françaises, avec des notes rouges ou évidées selon le scribe. Un guidon indique en fin de ligne, la note sur la ligne ou la page suivante.
Le manuscrit est sobre et peu orné. Deux lettrines rouges marquent exceptionnellement le début du texte de deux des morceaux au début du recueil, mais ensuite l'encre utilisée est la même, sauf à partir de la dernière section où des lettrines marquent le début des morceaux. Dans le cahier 2, les noms des compositeurs figurent en rouge. Les couplets supplémentaires sont éventuellement copiés en fin de partition du cantus, après six barres groupées par deux (équivalent de notre double-barre finale), utilisant les lignes de la portée comme guide. Commence ensuite la seconde voix plus grave, etc.
La centaine de textes italiens suggère une origine du manuscrit du nord-est de l'Italie et copié vers 1400–1410. Les textes français, avec leur influence picarde, semblent aussi écrits par des Italiens. La dernière section est probablement écrite entre 1430 et 1440. L'absence de pièces de Johannes Ciconia – comme dans le Codex Squarcialupi compilé lui aussi dans les premières années du siècle – est assez remarquable alors que le compositeur a été actif dans la région et à cette époque. Selon Fischer le manuscrit a été copié à Venise et selon Wilkins, à 40 kilomètres de là, à Padoue.
La majorité des pièces sont connues par ailleurs. Les concordances avec d'autres manuscrits de la section I sont : Codex Squarcialupi (66 pièces) ; BnF, Fonds italien 568, dit Pit (29) ; Londres, British Museum Add. 29 987 (20) ; Lucca (Lucques), Bibliothèque communale (12). Les sections II et III sont représentées par BnF, fonds italien 568 (11 pièces) déjà présenté ; Strasbourg ms. 222 C.22 (20) ; Codex Modena, Bibliothèque Estense α.M.5.24 (13) ; Codex Chantilly (11). La section IV concorde surtout avec le manuscrit Oxford, Bodleian library, Canonici Misc. 213 (11 pièces).
Le manuscrit apparaît pour la première fois en 1834. Acheté par un Français, Bottée de Toulemont, il a été légué à la Bibliothèque nationale à sa mort,.

## Détail
| no  | fo       | Œuvre | Forme              | Compositeur                             | Commentaire |
| --- | -------- | --- | ------------------ | --------------------------------------- | --- |
| 1   | 1        | Lo lume vostro dolçe mie signore                                                                         | madrigal           | Jacopo da Bologna                       | Codex Squarcialupi fo 15v ; BnF, fonds italien 568 fo 1v. PAN |
| 2   | 1v-2     | Sotto l'imperio del posente prince                                                                       | madrigal           | Jacopo da Bologna                       | 3 voix – Codex Squarcialupi fo 7v. PAN |
| 3   | 2v-3     | Aqil' altera frma en su la veta / Ocel de insegna de justitia / Creatua gentil animal digno              | madrigal           | Jacopo da Bologna                       | 3 voix – Codex Squarcialupi fo 8v ; BnF, fonds italien 568 fo 2v. PAN, MP, LR |
| 4   | 3        | Deh no me fare languire oh mio segnore amore                                                             | balatta            |                                         | unicum |
| 5   | 3v       | Non al suo amante piu Diana piacque                                                                      | madrigal           | Jacopo da Bologna                       | 2 voix – Codex Squarcialupi fo 10v ; BnF, fonds italien 568 fo 4v. PAN |
| 6   | 4        | Un bel sparver gentil di penna bianca                                                                    | madrigal           | Jacopo da Bologna                       | 2 voix – Codex Squarcialupi fo 9v ; BnF, fonds italien 568 fo 3v. |
| 7   | 4v       | Tanto che siat' aquistati nel giusto                                                                     | madrigal           | Jacopo da Bologna                       | 2 voix – Codex Squarcialupi fo 14v. |
| 8   | 5        | Nel bel giardino che l'Adice cinge                                                                       | madrigal           | Jacopo da Bologna                       | 2 voix – Codex Squarcialupi fo 9v ; BnF, fonds italien 568 fo 7v. |
| 9   | 5v       | O cieco mondo di lusinghe pieno                                                                          | madrigal           | Jacopo da Bologna                       | 2 voix – Codex Squarcialupi fo 11v ; BnF, fonds italien 568 fo 5v. MP |
| 10  | 6        | Prima virtute e costringer la lingua                                                                     | madrigal           | Jacopo da Bologna                       | Codex Squarcialupi fo 12v ; BnF, fonds italien 568 fo 9v. PAN |
| 11  | 6v       | O in Italia felice Liguria                                                                               | madrigal           | Jacopo da Bologna                       | Codex Squarcialupi fo 17v. PAN |
| 12  | 7        | Ogelletto silvagio per stagione / Si è piena la terra                                                    | madrigal           | Jacopo da Bologna                       | 2 voix – Codex Squarcialupi fo 13v ; British Library, Additional 29 987 fo 15v. MSM, PAN, LR. |
| 13  | 7v       | O dolce apresso un bel perlaro fiume                                                                     | madrigal           | Jacopo da Bologna                       | 2 voix – Codex Squarcialupi fo 14v ; BnF, fonds italien 568 fo 8v ; British Library, Additional 29 987 fo 1v et 3v. |
| 14  | 8        | Io mi son un che per le frasch'andando                                                                   | madrigal           | Jacopo da Bologna                       | 2 voix – Codex Squarcialupi fo 17v. MP |
| 15  | 8v-9     | Ogelletto silvagio / Si è piena la terra                                                                 | madrigal           | Jacopo da Bologna                       | 2 voix en canon – BnF, fonds italien 568 fo 13v ; BnF, fonds italien 568 fo 43v. MSM, PAN |
| 16  | 9        | Posando sopra un'aqua in sonio vidi                                                                      | madrigal           | Jacopo da Bologna                       | 2 voix – Codex Squarcialupi fo 10v ; BnF, fonds italien 568 fo 6v. PAN |
| 17  | 9v-10    | Nel prato pien'de fiorj de piu collori                                                                   | madrigal           |                                         | 3 voix – unicum |
| 18  | 9v-10    | Poiché da te mi convien partir via                                                                       | ballata            | Francesco Landini                       | 2 voix – Codex Squarcialupi fo 142v ; British Library, Additional 29 987 fo 36 ; Lucca, Codex Mancini fo 52 (3 voix). |
| 19  | 10v      | Di novo è guinto un chavalier errante                                                                    |                    | Jacopo da Bologna                       | |
| 20  | 11       | Gridavan tuti viva Sachomano                                                                             |                    |                                         | |
| 21  | 11v      | Fenice fu et vissi pur' e morbida                                                                        | madrigal           | Jacopo da Bologna                       | Codex Squarcialupi fo 16v. |
| 22  | 11v-12   | I' senti' gia come l'arco d'amore                                                                        | madrigal           | Jacopo da Bologna                       | 3 voix – Figure dans le Codex Squarcialupi, mais à deux voix. |
| 23  | 12v      | Angel son bianco e vo belando                                                                            |                    | Francesco Landini                       | |
| 24  | 13       | Imperiale sedendo fra piu stelle                                                                         |                    | Bartolino da Padova                     | MP |
| 25  | 12v-13   | S'en vous por moi pitié ne crins                                                                         |                    |                                         | |
| 26  | 13v-14   | La douce cere d'un fier animal                                                                           |                    |                                         | |
| 27  | 14       | La sacrosancta carità d'amore                                                                            |                    | Bartolino da Padova                     | |
| 28  | 14v-15   | Alba colomba con sua verde rama                                                                          |                    |                                         | |
| 29  | 15       | Sempre se trova in alta dona amore                                                                       |                    |                                         | |
| 30  | 15v      | Senpre dona t'amay de pura voglia                                                                        |                    |                                         | |
| 31  | 15v      | Chi tempo a et per vilta tempo aspecta                                                                   |                    |                                         | |
| 32  | 16v      | Per figura del cielo                                                                                     |                    | Bartolino da Padova                     | |
| 33  | 17       | Perché cançato è 'l mondo d'ab anticho                                                                   |                    |                                         | |
| 34  | 18       | [sans texte]                                                                                             |                    |                                         | |
| 35  | 18       | Amor che nel pensier mie vive et regna                                                                   |                    | Bartolino da Padova                     | |
| 36  | 18v      | Donna legiadra di çafir vestita                                                                          |                    | Bartolino da Padova                     | |
| 37  | 19       | Ama chi t'ama et sempre å buona fe'                                                                      |                    | Bartolino da Padova                     | |
| 38  | 19v      | La bianca silva amor che si verdeça                                                                      |                    |                                         | |
| 39  | 20       | Quando la terra partorisce 'n verde                                                                      |                    | Bartolino da Padova                     | |
| 40  | 20v      | Le aurate chiome nodose et avolte                                                                        |                    |                                         | |
| 41  | 21       | Madonna bech' i' miri in altra parte                                                                     |                    | Bartolino da Padova                     | |
| 42  | 21v-22   | Qual legge move la volubil rota                                                                          |                    |                                         | |
| 43  | 22       | Non corer troppo e tien la mano al freno                                                                 |                    | Bartolino da Padova                     | |
| 44  | 22v-23   | Imperiale sedendo fra piu stelle                                                                         |                    |                                         | |
| 45  | 23v      | Per un per un verde boschetto                                                                            |                    | Bartolino da Padova                     | |
| 46  | 24       | Zoia di novi odori                                                                                       |                    |                                         | |
| 47  | 24v      | Per subito comando. Tu d'ogn' altro piacer                                                               |                    |                                         | |
| 48  | 25       | Perch'i' non sepi passar                                                                                 |                    |                                         | |
| 49  | 25v      | Il capo biondo li capilli d'oro                                                                          |                    | Henricus                                | |
| 50  | 25v-26   | Chi ama ne la lengua e chi nel petto                                                                     |                    | Jacolelus Bianchi                       | |
| 51  | 26       | Fenir mia vita me conviene con guay                                                                      |                    |                                         | |
| 52  | 26v      | L'ochi mie piange sença algun rispetto chiamo                                                            |                    | Jacolelus Bianchi                       | |
| 53  | 26v-27   | Ama ama donna chi t'ama in pura fede                                                                     | ballade            | Francesco Landini                       | 2 voix – Codex Squarcialupi fo 164v. MSM |
| 54  | 27       | Non per mio fallo mancho ni difetto                                                                      |                    |                                         | |
| 55  | 27v      | Con lagrime sospiro per grave dolia                                                                      |                    |                                         | |
| 56  | 28       | Sia maledetta l'ora 'l di che veni                                                                       |                    |                                         | |
| 57  | 27v-28   | Io son' un pellegrin che vo cercando                                                                     |                    |                                         | |
| 58  | 28v      | Lasso per ben servire me trovo offeso                                                                    |                    |                                         | |
| 59  | 29       | Donna se 'l cor m'aperçi che l'anima                                                                     |                    |                                         | |
| 60  | 28v-29   | Troveråçò mercè, oh mercè non vego                                                                       |                    |                                         | |
| 61  | 29v      | Dolce lo mio drudo e vai                                                                                 |                    |                                         | |
| 62  | 30       | Avendo me falcon tanto seguito                                                                           |                    |                                         | |
| 63  | 30v-31   | O tu cara scienza mia musica                                                                             | madrigal           | Giovanni da Cascia                      | 2 voix – Ce madrigal, qui figure dans le Codex Squarcialupi, exalte la science de la musique : « car c'est toi qui enseignes toute belle action inspiré par l'amour. »                                                                                       |
| 64  | 30v-31   | Vestisse la cornachia de l'altury pene                                                                   |                    |                                         | |
| 65  | 31v      | Che pensi di me far donna che vidi mio cor                                                               |                    |                                         | |
| 66  | 32       | Donna nascosa dentr' al cor me stai                                                                      |                    |                                         | |
| 67  | 32v      | Nel meço a sei pagon ne vidi un bianco                                                                   |                    | Francesco Landini                       | |
| 68  | 33       | Se questa dea de vertu de d'onestate                                                                     |                    | Johannes Bacus Correcarius (de Bononia) | |
| 69  | 33v      | Si com' al canto della bella Iguana                                                                      |                    |                                         | |
| 70  | 34       | Donna s'i' t'ò fallito                                                                                   | ballade            | Francesco Landini                       | 2 voix – Codex Squarcialupi fo 158 |
| 71  | 34v      | Gran pianto a gli ochi greve dogli al core                                                               | ballata            | Francesco Landini                       | Codex Squarcialupi fo 133v |
| 72  | 35       | Spesse fiate preso un sotil lago                                                                         |                    |                                         | |
| 73  | 35v-36   | Du' ançoliti del vago thesoro                                                                            |                    |                                         | |
| 74  | 36       | In somm' alteça t' å posta natura                                                                        | ballade            | Francesco Landini                       | 2 voix – Codex Squarcialupi fo 169v |
| 75  | 36v      | Donna che d'amor senta non si mova                                                                       | ballade            | Francesco Landini                       | 2 voix – Codex Squarcialupi fo 150v |
| 76  | 37       | Non do la colp' a te del dol c'e' porto                                                                  |                    |                                         | |
| 77  | 37v      | Ochi ochi piançete et tu cor tribulato                                                                   |                    |                                         | |
| 78  | 38       | Amore a lo to aspetto                                                                                    |                    |                                         | |
| 79  | 38v      | Eh vanten' deh segnor mio                                                                                |                    |                                         | |
| 80  | 39       | Strençi li labri                                                                                         |                    |                                         | |
| 81  | 39v      | Dona fallante mira mira lo to aspetto                                                                    |                    |                                         | |
| 82  | 39v-40   | Sempre serva chi vol eser servito                                                                        |                    |                                         | |
| 83  | 40       | Fa se 'l bon servo soto al bo signore                                                                    |                    |                                         | |
| 84  | 40v-41   | La nobil scala che 'l signor lonbardo                                                                    |                    |                                         | |
| 85  | 43v      | Quel degno di memoria si puo dire                                                                        |                    | Bartolino da Padova                     | |
| 86  | 43v      | Non è virtù che cortesia non passi                                                                       |                    |                                         | |
| 87  | 44       | Se premio di virtut' è                                                                                   |                    |                                         | |
| 88  | 44v      | Omay! ciascun se doglia che 'l mondo                                                                     |                    |                                         | |
| 89  | 45       | Miracolosa tuo senbiança pare                                                                            |                    | Bartolino da Padova                     | |
| 90  | 45v-46   | I bei sembianti con busiardi efetti                                                                      |                    |                                         | |
| 91  | 46v      | Biauté porfaite bonté souvraine                                                                          | ballade            | Antonello da Caserta                    | 3 voix. Le poème est de Guillaume de Machaut. Figure dans le Ms. de Modène, α.M.5.24, fo 14v. MSM |
| 92  | 47       | Du ciel perileus ou pourpris de genese / Sti ? cantus / superstite balate                                | ballade            | Antonello da Caserta                    | |
| 93  | 47v      | La dolce vista che dagli ochi move                                                                       | ballade            | Francesco Landini                       | 3 voix – Codex Squarcialupi fo 150 |
| 94  | 48       | Per setuir la sperança che m'ancide                                                                      | ballata            | Francesco Landini                       | |
| 95  | 48v      | Già perch' i' penso nella tuo partita                                                                    | ballade            | Francesco Landini                       | Codex Squarcialupi fo 159v |
| 96  | 49       | Vita non è più misera e più ria                                                                          | ballade            | Francesco Landini                       | 2 voix – Codex Squarcialupi fo 167 |
| 97  | 48v-49   | S' i' ti son stato et vogli' esser fedele                                                                | ballade            | Francesco Landini                       | 2 voix – Codex Squarcialupi fo 142v |
| 98  | 49v      | Come 'nfra l'altre donne tua chiareça risplende                                                          |                    |                                         | |
| 99  | 50       | Quanto più caro fai. Donna ghuardam' un pocho                                                            | ballade            | Francesco Landini                       | 3 voix |
| 100 | 50v      | O graciosa petra margarita                                                                               |                    |                                         | |
| 101 | 51       | Chi pregio vuol in virtu pong' amore                                                                     | ballade            | Francesco Landini                       | 2 voix – Codex Squarcialupi fo 157 |
| 102 | 50v-51   | Deh non fuggir da me tuo vaga vista                                                                      | ballade            | Francesco Landini                       | 2 voix – Codex Squarcialupi fo 144v |
| 103 | 51v      | Po' che veder non posso la mie dona                                                                      |                    |                                         | |
| 104 | 52       | Non avrà ma' pietà questa mia donna                                                                      | ballade            | Francesco Landini                       | 3 voix – Codex Squarcialupi fo 134 |
| 105 | 52v      | Gentil aspetto in cui la mente mia                                                                       | ballade            | Francesco Landini                       | 3 voix – Codex Squarcialupi fo 133 |
| 106 | 53       | Matre dol rosignol goly que dyt / Rosignolin del bosgolin donés / Aluette cryante appres la rysignol     |                    |                                         | |
| 107 | 53v      | Dame vailans de prijs et de valoir / Amis de tant que vous aves desijr / Certainement puet bien affirmer |                    |                                         | |
| 108 | 54       | Cortois et sages et a tous doit plasir                                                                   |                    |                                         | |
| 109 | 54v-55   | Quant Theseus, Hercules et Jason / Ne quier veoir la beauté d’Absalon                                    |                    | Guillaume de Machaut                    | MSM |
| 110 | 55       | Bonté de corps en armes esprouvee                                                                        |                    |                                         | |
| 111 | 55v      | Tres douche plasant bergiere / Reconforte toi Robin de ta dolour                                         |                    |                                         | |
| 112 | 56       | Phiton, Phiton, beste tres venimeuse nés et creés de gent tres aïneuse                                   |                    | Magister Franciscus                     | |
| 113 | 56v      | Dame qui fust si tres bien assenee                                                                       | ballade            |                                         | unicum – CP |
| 114 | 56v-57   | En wiiflijc beildt ghestadt van sinne / mach vinden diex nilit prisen                                    |                    |                                         | MSM |
| 115 | 57       | Contra le temps et la sason jelye / He marj mari vous soyez onni                                         | virelai            |                                         | unicum – CP |
| 116 | 57v      | Amor me fait desirer loyalement                                                                          |                    |                                         | |
| 117 | 58       | Restoes restoes horrible feu d'ardant desir que mon cœur                                                 | virelai            |                                         | CP |
| 118 | 58v      | En ce gracieux temps                                                                                     | virelai            | Jacob Senleches                         | MSM, CP |
| 119 | 58v-59   | La grande beauté la douchour que diex                                                                    |                    |                                         | |
| 120 | 59       | Amour doit servir regracier et honorer                                                                   |                    |                                         | |
| 121 | 59v      | A vous sans plus de ma dolour chiere dame                                                                |                    |                                         | |
| 122 | 59v-60   | Martucius que fu de Rome neis                                                                            |                    |                                         | |
| 123 | 60       | Pour l'amour du tamps gracieux d'este                                                                    |                    |                                         | |
| 124 | 60v      | S'espoir n'estoit qui me donne confort… riant / car arivés suy a trop cruel port                         |                    |                                         | |
| 125 | 60v-61   | Los prijs honeur et avis en ses fais                                                                     |                    |                                         | |
| 126 | 61       | D'anguiseus coeur doy gemir                                                                              |                    |                                         | |
| 127 | 61v      | Fuyons de chi fuions povre conpagne                                                                      |                    |                                         | |
| 128 | 62       | Agre d'amors dame ouinriy                                                                                |                    |                                         | |
| 129 | 62v      | Plasanche or tost acux vous assanbles / Or tost acux vous assanbles / I cent de salus en obeisanche      | virelai            | [Pikini]                                | Figure dans le Codex Chantilly no 90 fo 55, orthographié ainsi : Playsance or tost aeuz vous. |
| 130 | 63       | En amer an douce vie / De En amer                                                                        |                    |                                         | |
| 130 | 63       | En amer a douce vie / car tant plaist la maladie                                                         |                    | Guillaume de Machaut                    | |
| 131 | 63v      | Sort a tenpre paint soir ma tres chier dame / De sort a tenpre                                           |                    |                                         | |
| 132 | 63v      | Il vient bien sans appeller / Coment qu'il soit retragrade                                               |                    |                                         | |
| 133 | 64       | C'estoit ma douce nourtuire c'estoit ma tres douce figure                                                |                    |                                         | |
| 134 | 64v      | De Fortune me doy pleindre et loer car quand premiers en commensay l’amer                                | ballade            | Guillaume de Machaut                    | CP |
| 135 | 65       | Gais et jolis, lies, chantans / pleins de desir et en coeur                                              | ballade            | Guillaume de Machaut                    | MSM, CP |
| 136 | 65v      | J'ai grand désespoir de ma vie                                                                           | ballade            |                                         | CP |
| 137 | 66       | Christus rex pacificus = Jour à jour la vie                                                              | refrain de rondeau |                                         | CP |
| 138 | 65v-66   | Passerose de beauté                                                                                      |                    |                                         | |
| 139 | 66v      | Gente et devis noble et sage                                                                             |                    |                                         | |
| 140 | 67       | Je vois le bon temps venir et les albres reverdie                                                        | virelai            |                                         | unicum – CP |
| 141 | 67v-68   | Onques ne fu si dur pertie de Deus amans                                                                 |                    |                                         | |
| 142 | 68       | Dame sans per qui piesa conparay                                                                         |                    |                                         | |
| 143 | 68v      | Dame de qui toute ma joie / n’assés loer si comme il appartient                                          |                    | Guillaume de Machaut                    | |
| 144 | 69v      | A l'arme l'arme sens demour et sens seiour                                                               |                    |                                         | |
| 145 | 69v      | Il m'est avis qu'il n'est don / se la clarté tenebreuse                                                  |                    | Guillaume de Machaut                    | |
| 145 | 69v      | Il m'est avis qu'il n'est don / se la clarté tenebreuse                                                  |                    | Guillaume de Machaut                    | |
| 146 | 70       | A discort son desir et esperance                                                                         |                    |                                         | |
| 147 | 70v      | Je languis Quem fecit Petrus de Virgilijs. / Je languis d'amere mort                                     |                    |                                         | |
| 148 | 71       | Conviensi a fede fe' conviensi amore                                                                     | ballade            | Francesco Landini                       | 3 voix – Codex Squarcialupi fo 152v |
| 149 | 71v      | De ce que fol pense souvent remaynt                                                                      | ballade            | Pierre des Molins                       | Pièce populaire à l'époque puisque figurant dans onze autres sources, notamment dans le Codex Chantilly no 87 fo 53v et une adaptation dans le Codex Faenza. Elle figure également sur une tapisserie d'Arras (vers 1420) représentant une réunion musicale. |
| 150 | 72       | De toutes flours n'avoit et de tous fruits / gastés estoit li seurplus et destruis                       | ballade            | Guillaume de Machaut                    | MSM, CP, MP |
| 151 | 72v      | Comme le cerf la fontennie desire                                                                        |                    |                                         | |
| 152 | 73       | Combien qu'il soit que ne vous voy...                                                                    | rondeau            |                                         | rondeau isorythmique – CP |
| 153 | 72v-73   | En ties en latim en romans vois a ma dame                                                                |                    |                                         | |
| 154 | 73v      | Je vois mon cuer = Du ausserweltes schöns mein Herz                                                      |                    |                                         | |
| 155 | 74       | Combien que j'aie ensoie long de vous                                                                    |                    |                                         | |
| 156 | 74v      | Trem dolz et loyaulus amis                                                                               |                    |                                         | |
| 157 | 74v-75   | Dame per le douce plaisir d'amour                                                                        |                    |                                         | |
| 158 | 75       | Puisq'autrement ne puis avor                                                                             | virelai            |                                         | CP |
| 159 | 73v      | S'en may est fayie                                                                                       | refrain de rondeau |                                         | |
| 160 | 75v-76   | Le souvenir de vous dame excellente                                                                      |                    |                                         | |
| 161 | 76       | Par ton refuis vif ie defoit                                                                             |                    |                                         | |
| 162 | 76v      | L'escu d'amors dont le champ est d'argent                                                                |                    |                                         | |
| 163 | 77       | Mais qu'il vous legne est plaisante dame                                                                 |                    |                                         | |
| 164 | 77v      | Au tornai d'amors cogne ay un amant                                                                      |                    |                                         | |
| 165 | 77v      | Jonesce de haut corage                                                                                   |                    |                                         | |
| 166 | 77       | En tes doulz flans plains de virginité                                                                   | rondeau            |                                         | seule pièce à caractère sacrée. |
| 167 | 78       | Le gay plasir e la doce sperance                                                                         |                    |                                         | |
| 168 | 78v      | Jet fort ? qu'en amour se lie cœur                                                                       |                    |                                         | |
| 169 | 78v-79   | Or sus, vous dormez trop, ma dame                                                                        |                    |                                         | MSM |
| 170 | 79v      | Orsus vous dormez trop ma dame jolie                                                                     |                    | Goscalch                                | |
| 171 | 80       | Je ade ray sans mesure                                                                                   |                    |                                         | |
| 172 | 80v      | En remirant vo douce pourtraiture m’a point au coeur d’une tele pointure                                 |                    | Paullet                                 | |
| 173 | 81       | De Narcisus, home tres orguilleux / Si que depuis au mirour perilleus                                    |                    | Magister Franciscus                     | |
| 174 | 81v      | La Cornailhe qu'il hat / La Cornailhe le cucu                                                            |                    |                                         | |
| 175 | 81v      | Adieu mon coeur car departir                                                                             |                    |                                         | |
| 176 | 82       | Fuyés de moy. C, Ct, T = Wohlauf, Gesell, wer jagen will                                                 |                    | (Alain) Johannes Alanus                 | |
| 177 | 82v      | Va t'en mon cœur je t'emprie à la noble compagnie                                                        | rondeau            | Gacian Reyneau                          | Figure à trois voix dans le Codex Chantilly no 93 fo 56v. |
| 178 | 82v      | Dolour me tient par may foy a bon droit                                                                  | ballade            |                                         | unicum CP |
| 179 | 83       | Se je ne suy si gay comme je soloie                                                                      |                    |                                         | |
| 180 | 83v      | Plus que l'aloe ne fine de canter des qu'il est jour                                                     |                    |                                         | |
| 181 | 83v      | Eh dieus commant j'ai grand desir                                                                        | virelai            |                                         | CP |
| 182 | 84       | Mercy ou mort ay longtemps desiré                                                                        | balade             |                                         | CP |
| 183 | 84v      | En atendant souffrir m’estuet grief payne / Puis qu’avenir ne puis a la fonytayne                        | ballade            | 3 voix – Philippus de Caserta           | Codex Chantilly fo 33v ; Modène, fo 21. |
| 184 | 85v      | Questa fanciull' amor fallami pia                                                                        | ballata            | Francesco Landini                       | 2 voix – Codex Squarcialupi fo 138 ; BnF, fonds italien 568 fo 70v. |
| 185 | 85v      | [sans texte]                                                                                             |                    |                                         | unicum – Il s'agit de « Je voy le bon tens venir », un virelai anonyme mis en tablature (intabulation) pour instrument. |
| 186 | 89v-90   | Helas et quand vous veray car bien scay                                                                  |                    | Guillaume Dufay                         | MSM |
| 187 | 90v-91   | Or sus amans veuillez vous reveillier                                                                    |                    |                                         | |
| 188 | 91v-92   | La plus jolie et la plus belle                                                                           |                    |                                         | |
| 189 | 92v-93   | Se je vous ai bien loyaulment aimee                                                                      |                    | Nicolas Grenon                          | |
| 190 | 93v-94   | Il a loingtamps que j'ai une choisie                                                                     |                    |                                         | |
| 191 | 94v      | M'amour, ma joie, ma doule maîtresse                                                                     |                    |                                         | |
| 192 | 95       | Quand je opray bien dire ma pensee                                                                       |                    |                                         | |
| 193 | 95v-096  | Les mesdisans ont fait raport                                                                            |                    |                                         | |
| 194 | 96v      | Jamais tant que je vous revoye ma tres douce dame                                                        |                    |                                         | |
| 195 | 97       | Je ne suis plus telx que soloye                                                                          |                    |                                         | |
| 196 | 97v      | Porrai-je avoir votre merci                                                                              |                    |                                         | |
| 197 | 98-99    | Navre je suis d'un dart penetratif                                                                       |                    |                                         | |
| 198 | 98v-99   | Soufice toi, povre coeur doloreux                                                                        |                    |                                         | |
| 199 | 99v-100  | Se j'amais jour ne vours veoye ne nouvelle de vous                                                       |                    |                                         | |
| 200 | 100v-101 | La plus plaisant et la plus gracieuse                                                                    |                    |                                         | |
| 201 | 101v-102 | Qui veut mesdire si mesdie                                                                               |                    |                                         | |
| 202 | 102v-103 | Je vueil chanter de cœur de joyeux en ce mois de may                                                     |                    | Dufay                                   | MSM |
| 203 | 103      | Amis vous n'estes pas use de dames                                                                       |                    |                                         | |
| 204 | 103v-104 | Ce mois de may soions lies et joyeux                                                                     |                    | Dufay                                   | MSM |
| 205 | 104v-105 | Certes amours je ne puis bien avoir                                                                      |                    |                                         | |
| 206 | 105v-106 | Merci Merci chiamando adiuto                                                                             | rondeau            | Bartolomeo da Bologna                   | unicum |
| 207 | 106v-107 | Que ferrai-je pour mes mots oubliers                                                                     |                    |                                         | |
| 208 | 107v-108 | Se je souspire plains et pleure                                                                          |                    | Gilles Binchois                         | |
| 209 | 108v-109 | La belle se siet au piet de la tour                                                                      |                    |                                         | |
| 210 | 109v-110 | Je prends congie de vous amours                                                                          |                    | Guillaume Dufay                         | |
| 211 | 110v-111 | M'amour mon bien tout mon desir                                                                          |                    |                                         | |
| 212 | 111v-112 | Riant regart tout plain de joye belle plaisant                                                           |                    |                                         | |
| 213 | 112v     | Se ma dame je puis veir le premier jour                                                                  |                    |                                         | |
| 214 | 113      | Cœurs du cœur en un par grant fruguise                                                                   |                    |                                         | |
| 215 | 113v-114 | Quand si loing suy de ma joyeuse joye                                                                    | rondeau            |                                         | 3 voix |
| 216 | 114v-115 | La plus belle et doulce figure plus noble                                                                |                    | Nicolas Grenon                          | |
| 217 | 115v-116 | Jollis joyeux le coeur aurait                                                                            |                    |                                         | |
| 218 | 116v-117 | Mon cœur pleure mais des yeux me fault rire                                                              |                    | Pierre Fontaine                         | |
| 219 | 117v-118 | Resioisons et se prenons liesse                                                                          |                    |                                         | |
| 220 | 118v-119 | Il est venus le temp que desiroye                                                                        |                    |                                         | |

## Discographie
- Monuments de la musique ancienne, extraits du Codex Reina - Mitglieder des Syntagma Musicum, dir. Kees Otten (1978, LP Telefunken AW 6.42357) (Fiche sur medieval.org)
- Codex Reina, Ballades, Virelais et Rondeaux du XIVe siècle - Ens. Continens Paradisi (avril 1997, Symphonia SY 97155)

### Articles
- (en) Kurt von Fischer, « The Manuscript Paris, Bibl. Nat., Nouv. Acq. Frç. 6771 (Codex Reina = PR) », Musica Disciplina, vol. 11,‎ 1957, p. 38–78 (ISSN 0077-2461, lire en ligne)
- (de) Ursula Günther, « Der Gebrauch des tempus perfectum diminutum in der Handschrift Chantilly 1047 », Archiv für Musikwissenschaft, no 17,‎ 1960, p. 277-297 Ursula Günther analyse les italianismes dans les textes français du manuscrit de Chantilly et le Reina, considère que c'est la même main qui a rédigé les deux manuscrits.
- (en) Nigel Wilkins, « The Codex Reina: a revised description », Musica Disciplina, vol. 27,‎ 1963, p. 57–73 (ISSN 0077-2461, lire en ligne)
- (en) John Nádas, « The Reina Codex Revisited », dans Stephen Spector (éd.), Essays in Paper Analysis, Washington et Londres, Associated University Presses, 1987, 238 p. (ISBN 0918016878, OCLC 12907671), p. 69–114